# Vivisimo
 (novembre 2021).
Si vous disposez d'ouvrages ou d'articles de référence ou si vous connaissez des sites web de qualité traitant du thème abordé ici, merci de compléter l'article en donnant les références utiles à sa vérifiabilité et en les liant à la section « Notes et références ».
 (octobre 2024).
Vivisimo est une entreprise technologique privée de Pittsburgh, en Pennsylvanie, spécialisée dans le développement de moteurs de recherche informatiques. La société a été acquise par IBM en mai 2012 et est maintenant connue sous le nom d'IBM Watson Explorer, un produit du groupe IBM Watson. Le moteur de recherche Web public de Vivisimo, Clusty, est un métamoteur de recherche avec regroupement de documents ; il a été vendu à Yippy, Inc. en 2010.
Vivisimo s'est spécialisé dans la recherche fédérée et le clustering de documents. Le regroupement divise les résultats d'une recherche de « cellule » en groupes comprenant « biologie », « batterie » et « prison ».
Le logiciel Vivisimo prend en charge les informations structurées et non structurées.

## Histoire
Vivisimo a été fondée en 2000 par trois chercheurs en informatique de l'Université Carnegie Mellon : Chris Palmer, Jerome Pesenti et Raul Valdes-Perez. Le nom est tiré de l'adjectif superlatif espagnol vivísimo signifiant « très vif » ou « très intelligent ».
En octobre 2008, Vivisimo a remporté le contrat pour alimenter la partie recherche de FirstGov.gov (maintenant appelé USA.gov), le portail Web officiel du gouvernement fédéral des États-Unis.
En 2012, IBM a acquis Vivisimo pour renforcer ses capacités d'analyse de Big Data.

## Produits
Velocity a été vendu en tant qu'application installée ou hébergée aux entreprises, aux gouvernements et aux OEM. Avec Vivisimo fournissant des services professionnels supplémentaires.
Les fonctionnalités de recherche sociale de Velocity ont permis aux utilisateurs de contribuer au contenu de l'organisation en marquant, en votant, en annotant et en partageant les résultats de la recherche. Les contributions sont instantanément indexées dans les nouvelles recherches.